# CMLL Universal
Il CMLL Universal è un torneo annuale promosso dalla federazione messicana di lucha libre CMLL.

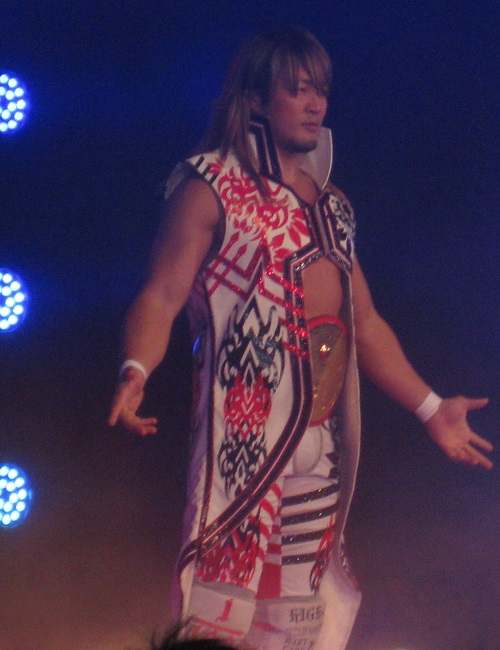
La cintura rappresentativa del torneo alla vita del vincitore dell'edizione del 2013, Tanahashi

È l'evento più prestigioso della federazione, cui hanno diritto di partecipazione il vincitore dell'edizione precedente e tutti i lottatori che detengono titoli sanzionati dalla CMLL.
La prima edizione risale al 2009.

## Vincitori

### Uomini
| Anno | Vincitore            | Titolo detenuto                                                            |
| ---- | -------------------- | -------------------------------------------------------------------------- |
| 2009 | Último Guerrero      | CMLL World Heavyweight Championship                                        |
| 2010 | Jushin Thunder Liger | CMLL World Middleweight Championship                                       |
| 2011 | La Sombra            | NWA World Historic Welterweight Championship                               |
| 2012 | El Terrible          | CMLL World Heavyweight Championship                                        |
| 2013 | Hiroshi Tanahashi    | CMLL World Tag Team Championship                                           |
| 2014 | Ultimo Guerrero (2)  | CMLL World Trios Championship                                              |
| 2015 | Atlantis             | Mexican National Light Heavyweight Championship                            |
| 2016 | Valiente             | CMLL World Trios Championship                                              |
| 2017 | Volador Jr.          | CMLL World Trios Championship NWA World Historic Welterweight Championship |
| 2019 | El Terrible (2)      | Mexican National Heavyweight Championship                                  |
| 2022 | Místico              | NWA World Historic Middleweight Championship                               |
| 2023 | Dragon Rojo Jr.      | CMLL World Middleweight Championship                                       |
| 2024 | Mascara Dorada       | NWA World Historic Welterweight Championship                               |
| 2025 | Titan                | CMLL World Welterweight Championship                                       |

### Donne
| Anno | Vincitrice   | Titolo Detenuto                                |
| ---- | ------------ | ---------------------------------------------- |
| 2019 | Dalys        |                                                |
| 2021 | La Jarochita | Mexican National Women's Tag Team Championship |
| 2022 | Lluvia       | Mexican National Women's Tag Team Championship |
| 2023 | La Catalina  |                                                |
| 2024 | Persephone   |                                                |